# Elección de la Cámara de Consejeros de Japón de 2013
La 23ª elección de los miembros de la Cámara de Consejeros (第23回参議院議員通常選挙 Dainijūnikai Sangiingiin Tsūjōsenkyo?) para la Cámara Alta del parlamento japonés se realizó el 21 de julio de 2013. En la última elección realizada en 2010, el Partido Democrático de Japón se mantuvo como el partido más numeroso, pero la coalición no obtuvo la mayoría.